# Olivier Messiaen
Olivier Messiaen (Avignon, 1908. december 10. – Saint-Théoffrey, 1992. április 27.) francia zeneszerző, orgonista és ornitológus. Zenei nyelve félreismerhetetlenül egyedi; műveit mély áhítat, erő és tisztaság hatja át.

## Élete
Avignonban született Cécile Sauvage költőnő és Pierre Messiaen angoltanár, Shakespeare-műfordító idősebb gyermekeként. A párizsi Conservatoire-ban orgonát Marcel Duprétől, zeneszerzést Charles-Marie Widortól, majd Paul Dukastól tanult. 1931-től haláláig (azaz 61 évig) a párizsi Sainte-Trinité templom orgonistája volt.
A második világháborúban besorozták katonának, fogságba esett és egy hadifogolytáborba került. Itt írta egyik leghíresebb művét (Quatuor pour la fin du temps), melynek bemutatója is a táborban volt, 1941-ben.
1932-ben feleségül vette a hegedűs és zeneszerző Claire Delbos-t, aki hosszú betegség után 1959-ben meghalt. Két évvel később Messiaen Yvonne Loriod-val kötött házasságot, aki zongoristaként zongoraműveinek hiteles tolmácsolója és ihletője volt.
1941-től 1978-ig a párizsi Conservatoire tanára volt. Vendégoktatóként 1947-ben Budapesten is tanított.
1992-ben Párizsban halt meg.

## Zenei nyelve
Messiaen zenéjét mély vallásossága határozza meg. Műveinek témaválasztása gyakran teológiai kérdések köré szerveződik. Nagy hatással volt rá az indiai zene (elsősorban annak ritmikája), a gregorián és a görög metrika. Zenéjének jellemzője a mesterséges skálák (modusok) és ritmikai képletek használata, szövegek átalakítása zenévé.
Szín
Messiaen zenéjének meghatározó eleme a szín. Ebben közrejátszik az a tény, hogy Messiaennek színhallása volt.
Szimmetria
Messiaen előszeretettel alkalmaz szimmetrikus mintákat mind ritmus, mind hangmagasság tekintetében.
Hangkészlet
A limitált transzpozíciós lehetőségekkel rendelkező módusok határozzák meg Messiaen harmónia- és dallamvilágát. Ezek olyan hangsorok, melyeket 12-nél kevesebb-féleképpen lehet transzponálni.
Madárdal
1952-től kezdve Messiaen egyre inkább zenéjébe integrálta a madarak énekét. Hihetetlen pontossággal jegyezte le a madárcsicsergéseket, amik sokszor egész művek alapanyagául szolgáltak (Le merle noir, Oiseaux exotiques, Réveil des oiseaux, Catalogue d’oiseaux).
Szerializmus
Néhány művében, legszembetűnőbben a Mode de valeurs et d'intensités címűben, Messiaen a szerializmus technikájához fordul. Eme műveknek azonban nem tulajdonított akkora jelentőséget, mint amekkorát a muzikológusok tulajdonítanak nekik.

## Tanári tevékenysége
Messiaen a XX. század egyik legnagyobb hatású zeneszerzéstanára volt. Növendékei közül sokan a század második felének legmeghatározóbb komponistái voltak: Pierre Boulez, Karlheinz Stockhausen, Pierre Henry, Iannis Xenakis, Tristan Murail, Gérard Grisey, Kent Nagano, Claude Vivier. Magyar tanítványai voltak: Szőnyi Erzsébet, Kurtág György, Vidovszky László.

## Kották
- Messiaen, Olivier. International Music Score Library Project. (Hozzáférés: 2019. május 17.)

## Írások
- Technique de mon langage musical (Zenei nyelvem technikája) Paris: Leduc, 1944
- Vingt leçons d'harmonie (20 harmóniai lecke) Paris: Leduc, 1944
- Traité de rythme, de couleur, et d’ornithologie (Értekezés a ritmusról, a színről és a madártanról), Paris: Leduc, 1994–2002
- Maurice Ravel zongoraműveinek elemzése